# 24 Horas de Le Mans de 2003
As 24 Hours of Le Mans de 2003 foi o 71º grande prêmio automobilístico das 24 Horas de Le Mans tendo acontecido nos dias 14 e 15 de junho 2003 em Le Mans, França no autódromo francês, Circuit de la Sarthe. A vitória foi obtida pela marca inglesa de automóveis Bentley com o trio de pilotos Rinaldo Capello, Tom Kristensen e Guy Smith.
A equipe Nasamax, com sede em Sittingbourne, Inglaterra, inscreveu o primeiro protótipo de corrida esportivo na história da competição a ser movido a base de combustível renovável (bio-etanol), com o objetivo de promover o projeto particular da equipe e o uso de combustível renovável.

## Resultados Finais

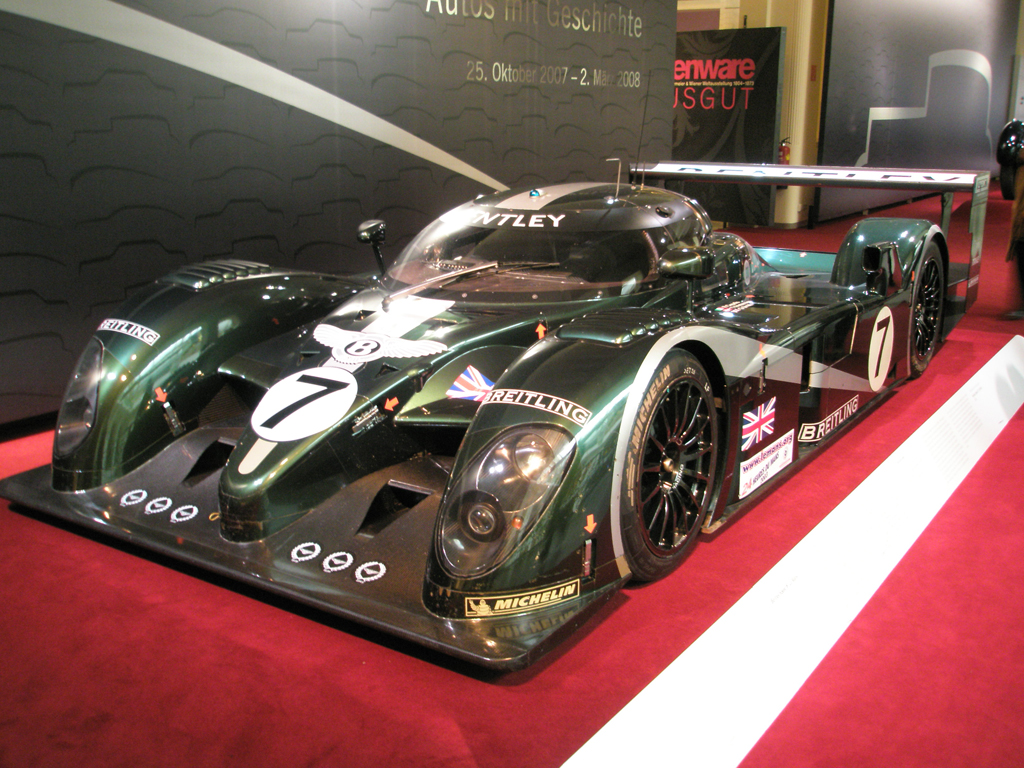
1. 7 Bentley Speed 8

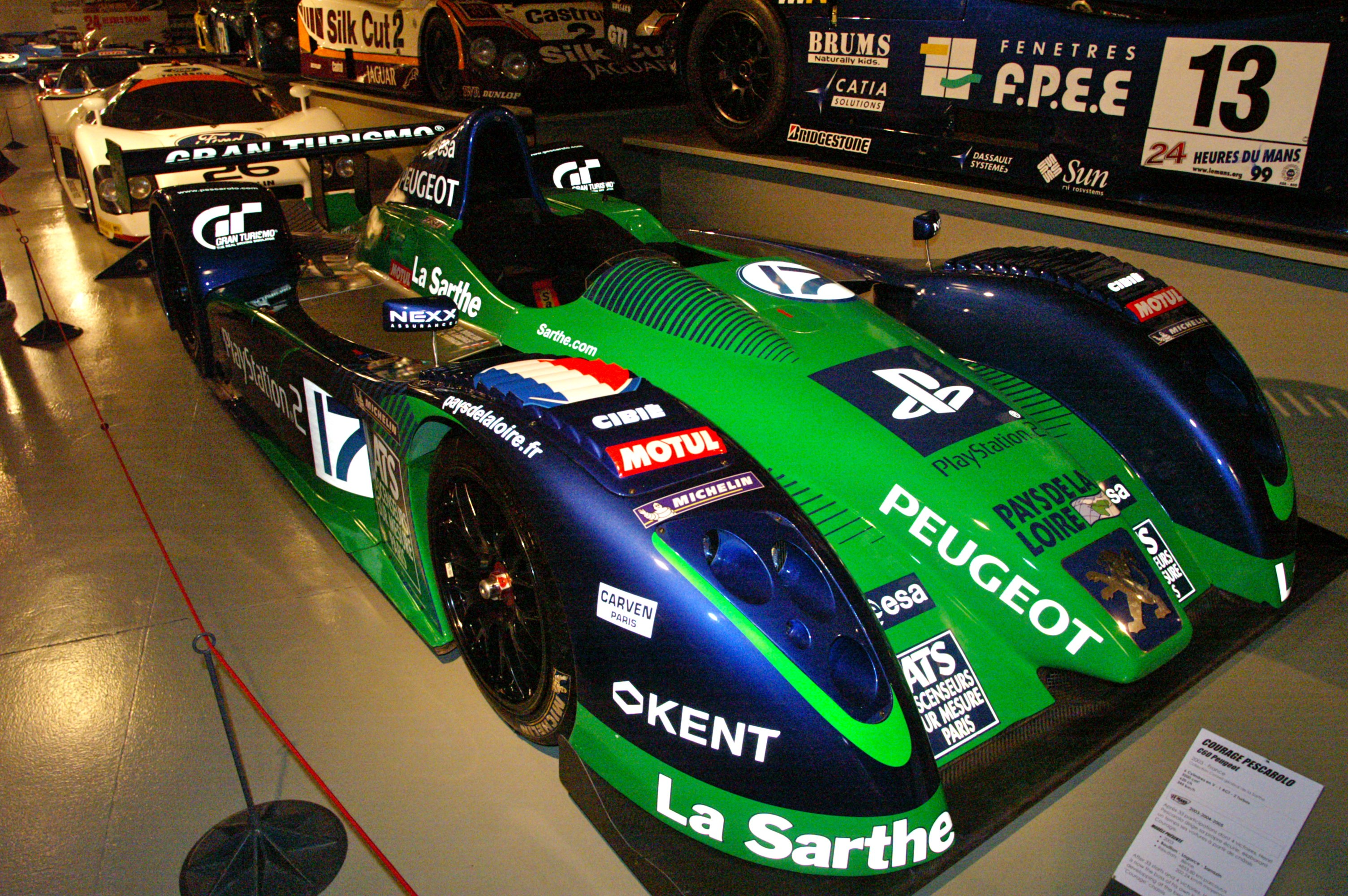
1. 17 Pescarolo Courage C60

Em negrito representa-se o vencedor da classe.
| Pos     | Class  | No | Equipe                                  | Pilotos                                                   | Chassis                                 | Pneus | Voltas |
| Pos     | Class  | No | Equipe                                  | Pilotos                                                   | Motor                                   | Pneus | Voltas |
| ------- | ------ | -- | --------------------------------------- | --------------------------------------------------------- | --------------------------------------- | ----- | ------ |
| 1       | LMGTP  | 7  | Team Bentley                            | Rinaldo Capello Tom Kristensen Guy Smith                  | Bentley Speed 8                         | M     | 377    |
| 1       | LMGTP  | 7  | Team Bentley                            | Rinaldo Capello Tom Kristensen Guy Smith                  | Bentley 4.0L Turbo V8                   | M     | 377    |
| 2       | LMGTP  | 8  | Team Bentley                            | Mark Blundell David Brabham Johnny Herbert                | Bentley Speed 8                         | M     | 375    |
| 2       | LMGTP  | 8  | Team Bentley                            | Mark Blundell David Brabham Johnny Herbert                | Bentley 4.0L Turbo V8                   | M     | 375    |
| 3       | LMP900 | 6  | Champion Racing                         | JJ Lehto Emanuele Pirro Stefan Johansson                  | Audi R8                                 | M     | 372    |
| 3       | LMP900 | 6  | Champion Racing                         | JJ Lehto Emanuele Pirro Stefan Johansson                  | Audi 3.6L Turbo V8                      | M     | 372    |
| 4       | LMP900 | 5  | Audi Sport Japan Team Goh               | Seiji Ara Jan Magnussen Marco Werner                      | Audi R8                                 | M     | 370    |
| 4       | LMP900 | 5  | Audi Sport Japan Team Goh               | Seiji Ara Jan Magnussen Marco Werner                      | Audi 3.6L Turbo V8                      | M     | 370    |
| 5       | LMP900 | 11 | JML Team Panoz                          | Olivier Beretta Gunnar Jeanette Max Papis                 | Panoz LMP01 Evo                         | M     | 360    |
| 5       | LMP900 | 11 | JML Team Panoz                          | Olivier Beretta Gunnar Jeanette Max Papis                 | Élan 6L8 6.0L V8                        | M     | 360    |
| 6       | LMP900 | 15 | Racing for Holland                      | Jan Lammers John Bosch Andy Wallace                       | Dome S101                               | M     | 360    |
| 6       | LMP900 | 15 | Racing for Holland                      | Jan Lammers John Bosch Andy Wallace                       | Judd GV4 4.0L V10                       | M     | 360    |
| 7       | LMP900 | 13 | Courage Compétition                     | Jonathan Cochet Stéphane Grégoire Jean-Marc Gounon        | Courage C60                             | M     | 360    |
| 7       | LMP900 | 13 | Courage Compétition                     | Jonathan Cochet Stéphane Grégoire Jean-Marc Gounon        | Judd GV4 4.0L V10                       | M     | 360    |
| 8       | LMP900 | 17 | Pescarolo Sport                         | Jean-Christophe Boullion Franck Lagorce Stéphane Sarrazin | Courage C60                             | M     | 356    |
| 8       | LMP900 | 17 | Pescarolo Sport                         | Jean-Christophe Boullion Franck Lagorce Stéphane Sarrazin | Peugeot 3.2L Turbo V6                   | M     | 356    |
| 9       | LMP900 | 18 | Pescarolo Sport                         | Eric Hélary Nicolas Minassian Soheil Ayari                | Courage C60                             | M     | 352    |
| 9       | LMP900 | 18 | Pescarolo Sport                         | Eric Hélary Nicolas Minassian Soheil Ayari                | Peugeot 3.2L Turbo V6                   | M     | 352    |
| 10      | GTS    | 88 | Veloqx Prodrive Racing                  | Tomáš Enge Peter Kox Jamie Davies                         | Ferrari 550-GTS Maranello               | M     | 336    |
| 10      | GTS    | 88 | Veloqx Prodrive Racing                  | Tomáš Enge Peter Kox Jamie Davies                         | Ferrari F133 5.9L V12                   | M     | 336    |
| 11      | GTS    | 50 | Corvette Racing                         | Oliver Gavin Kelly Collins Andy Pilgrim                   | Chevrolet Corvette C5-R                 | G     | 326    |
| 11      | GTS    | 50 | Corvette Racing                         | Oliver Gavin Kelly Collins Andy Pilgrim                   | Chevrolet 7.0L V8                       | G     | 326    |
| 12      | GTS    | 53 | Corvette Racing                         | Ron Fellows Johnny O'Connell Franck Freon                 | Chevrolet Corvette C5-R                 | G     | 326    |
| 12      | GTS    | 53 | Corvette Racing                         | Ron Fellows Johnny O'Connell Franck Freon                 | Chevrolet 7.0L V8                       | G     | 326    |
| 13      | LMP900 | 9  | Kondo Racing                            | Masahiko Kondo Ukyo Katayama Ryo Fukuda                   | Dome S101                               | Y     | 322    |
| 13      | LMP900 | 9  | Kondo Racing                            | Masahiko Kondo Ukyo Katayama Ryo Fukuda                   | Mugen MF408S 4.0L V8                    | Y     | 322    |
| 14      | GT     | 93 | Alex Job Racing Petersen Motorsports    | Sascha Maassen Emmanuel Collard Lucas Luhr                | Porsche 911 GT3-RS                      | M     | 320    |
| 14      | GT     | 93 | Alex Job Racing Petersen Motorsports    | Sascha Maassen Emmanuel Collard Lucas Luhr                | Porsche 3.6L Flat-6                     | M     | 320    |
| 15      | LMP675 | 29 | Noël del Bello Racing                   | Jean-Luc Maury-Laribière Christophe Pillon Didier André   | Reynard 2KQ-LM                          | M     | 319    |
| 15      | LMP675 | 29 | Noël del Bello Racing                   | Jean-Luc Maury-Laribière Christophe Pillon Didier André   | Volkswagen HPT16 2.0L Turbo I4          | M     | 319    |
| 16      | GTS    | 86 | Larbre Compétition                      | Patrice Goueslard Christophe Bouchut Steve Zacchia        | Chrysler Viper GTS-R                    | M     | 317    |
| 16      | GTS    | 86 | Larbre Compétition                      | Patrice Goueslard Christophe Bouchut Steve Zacchia        | Chrysler 8.0L V10                       | M     | 317    |
| 17      | GT     | 87 | Orbit Racing                            | Leo Hindery, Jr. Peter Baron Marc Lieb                    | Porsche 911 GT3-RS                      | M     | 314    |
| 17      | GT     | 87 | Orbit Racing                            | Leo Hindery, Jr. Peter Baron Marc Lieb                    | Porsche 3.6L Flat-6                     | M     | 314    |
| 18      | GT     | 75 | Thierry Perrier Perspective Racing      | Michel Neugarten Nigel Smith Ian Khan                     | Porsche 911 GT3-RS                      | P     | 305    |
| 18      | GT     | 75 | Thierry Perrier Perspective Racing      | Michel Neugarten Nigel Smith Ian Khan                     | Porsche 3.6L Flat-6                     | P     | 305    |
| 19      | GT     | 77 | Team Taisan Advan                       | Atsushi Yogo Akira Iida Kazuyuki Nishizawa                | Porsche 911 GT3-RS                      | Y     | 304    |
| 19      | GT     | 77 | Team Taisan Advan                       | Atsushi Yogo Akira Iida Kazuyuki Nishizawa                | Porsche 3.6L Flat-6                     | Y     | 304    |
| 20      | GT     | 81 | The Racer's Group                       | Kevin Buckler Timo Bernhard Jörg Bergmeister              | Porsche 911 GT3-RS                      | M     | 304    |
| 20      | GT     | 81 | The Racer's Group                       | Kevin Buckler Timo Bernhard Jörg Bergmeister              | Porsche 3.6L Flat-6                     | M     | 304    |
| 21      | GTS    | 72 | Luc Alphand Aventures                   | Luc Alphand Jérôme Policand Frédéric Dor                  | Ferrari 550-GTS Maranello               | M     | 298    |
| 21      | GTS    | 72 | Luc Alphand Aventures                   | Luc Alphand Jérôme Policand Frédéric Dor                  | Ferrari F133 6.0L V12                   | M     | 298    |
| 22      | LMP675 | 26 | RN Motorsport Ltd.                      | John Nielsen Hayanari Shimoda Casper Elgaard              | DBA4 03S                                | D     | 288    |
| 22      | LMP675 | 26 | RN Motorsport Ltd.                      | John Nielsen Hayanari Shimoda Casper Elgaard              | Zytek ZG348 3.4L V8                     | D     | 288    |
| 23      | GT     | 78 | PK Sport, Ltd.                          | Robin Liddell David Warnock Piers Masarati                | Porsche 911 GT3-RS                      | P     | 285    |
| 23      | GT     | 78 | PK Sport, Ltd.                          | Robin Liddell David Warnock Piers Masarati                | Porsche 3.6L Flat-6                     | P     | 285    |
| 24      | LMP900 | 19 | Automotive Durango SRL                  | Sylvain Boulay Michele Rugolo Jean-Bernard Bouvet         | Durango LMP1                            | D     | 277    |
| 24      | LMP900 | 19 | Automotive Durango SRL                  | Sylvain Boulay Michele Rugolo Jean-Bernard Bouvet         | Judd GV4 4.0L V10                       | D     | 277    |
| 25      | GT     | 70 | JMB Racing                              | David Terrien Fabrizio de Simone Fabio Babini             | Ferrari 360 Modena GT                   | P     | 273    |
| 25      | GT     | 70 | JMB Racing                              | David Terrien Fabrizio de Simone Fabio Babini             | Ferrari F131 3.6L V8                    | P     | 273    |
| 26      | GT     | 94 | Risi Competizione                       | Anthony Lazzaro Ralf Kelleners Terry Borcheller           | Ferrari 360 Modena GT                   | M     | 269    |
| 26      | GT     | 94 | Risi Competizione                       | Anthony Lazzaro Ralf Kelleners Terry Borcheller           | Ferrari F131 3.6L V8                    | M     | 269    |
| 27      | GT     | 84 | T2M Motorsport                          | Vanina Ickx Roland Bervillé Patrick Bourdais              | Porsche 911 GT3-RS                      | M     | 264    |
| 27      | GT     | 84 | T2M Motorsport                          | Vanina Ickx Roland Bervillé Patrick Bourdais              | Porsche 3.6L Flat-6                     | M     | 264    |
| 28 NC   | GTS    | 64 | Graham Nash Motorsport Ray Mallock Ltd. | Pedro Chaves Thomas Erdos Mike Newton                     | Saleen S7-R                             | D     | 292    |
| 28 NC   | GTS    | 64 | Graham Nash Motorsport Ray Mallock Ltd. | Pedro Chaves Thomas Erdos Mike Newton                     | Ford 7.0L V8                            | D     | 292    |
| 29 NC   | GT     | 85 | ST Team Orange Spyker                   | Norman Simon Tom Coronel Hans Hugenholtz                  | Spyker C8 Double-12R                    | D     | 229    |
| 29 NC   | GT     | 85 | ST Team Orange Spyker                   | Norman Simon Tom Coronel Hans Hugenholtz                  | Audi 4.0L V8                            | D     | 229    |
| 30 NC   | LMP675 | 24 | Rachel Welter                           | Yojiro Terada Olivier Porta Gavin Pickering               | WR LMP01                                | M     | 235    |
| 30 NC   | LMP675 | 24 | Rachel Welter                           | Yojiro Terada Olivier Porta Gavin Pickering               | Peugeot 2.0L Turbo I4                   | M     | 235    |
| 311 DNF | LMP900 | 16 | Racing for Holland                      | Felipe Ortiz Beppe Gabbiani Tristan Gommendy              | Dome S101                               | M     | 316    |
| 311 DNF | LMP900 | 16 | Racing for Holland                      | Felipe Ortiz Beppe Gabbiani Tristan Gommendy              | Judd GV4 4.0L V10                       | M     | 316    |
| 32 DNF  | LMP900 | 12 | JML Team Panoz                          | Benjamin Leuenberger David Saelens Scott Maxwell          | Panoz LMP01 Evo                         | M     | 233    |
| 32 DNF  | LMP900 | 12 | JML Team Panoz                          | Benjamin Leuenberger David Saelens Scott Maxwell          | Élan 6L8 6.0L V8                        | M     | 233    |
| 33 DNF  | GTS    | 68 | Scorp Motorsport Communication          | Luis Marques Olivier Thévenin Denis Dupuis                | Chrysler Viper GTS-R                    | D     | 229    |
| 33 DNF  | GTS    | 68 | Scorp Motorsport Communication          | Luis Marques Olivier Thévenin Denis Dupuis                | Chrysler 8.0L V10                       | D     | 229    |
| 34 DNF  | GT     | 99 | XL Racing                               | Ange Barde Michel Ferté Gaël Lasoudier                    | Ferrari 550 Maranello                   | P     | 227    |
| 34 DNF  | GT     | 99 | XL Racing                               | Ange Barde Michel Ferté Gaël Lasoudier                    | Ferrari F131 5.5L V12                   | P     | 227    |
| 35 DNF  | LMP900 | 4  | Riley & Scott Racing                    | Jim Matthews Marc Goossens Christophe Tinseau             | Riley & Scott Mk III C                  | M     | 214    |
| 35 DNF  | LMP900 | 4  | Riley & Scott Racing                    | Jim Matthews Marc Goossens Christophe Tinseau             | Ford (Yates) 6.0L V8                    | M     | 214    |
| 36 DNF  | LMP675 | 25 | Gerard Welter                           | Bastien Brière Jean-René de Fournoux Stéphane Daoudi      | WR LMP02                                | M     | 176    |
| 36 DNF  | LMP675 | 25 | Gerard Welter                           | Bastien Brière Jean-René de Fournoux Stéphane Daoudi      | Peugeot 3.0L V6                         | M     | 176    |
| 37 DNF  | GTS    | 80 | Veloqx Prodrive Racing                  | Anthony Davidson Kelvin Burt Darren Turner                | Ferrari 550-GTS Maranello               | M     | 176    |
| 37 DNF  | GTS    | 80 | Veloqx Prodrive Racing                  | Anthony Davidson Kelvin Burt Darren Turner                | Ferrari F131 5.9L V12                   | M     | 176    |
| 38 DNF  | LMP900 | 14 | Team Nasamax McNeil Engineering         | Romain Dumas Robbie Sterling Werner Lupberger             | Reynard 01Q                             | G     | 138    |
| 38 DNF  | LMP900 | 14 | Team Nasamax McNeil Engineering         | Romain Dumas Robbie Sterling Werner Lupberger             | Cosworth XDE 2.7L Turbo V8 (Bioethanol) | G     | 138    |
| 39 DNF  | GT     | 95 | Risi Competizione                       | Shane Lewis Butch Leitzinger Johnny Mowlem                | Ferrari 360 Modena GT                   | Y     | 138    |
| 39 DNF  | GT     | 95 | Risi Competizione                       | Shane Lewis Butch Leitzinger Johnny Mowlem                | Ferrari F133 3.6L V8                    | Y     | 138    |
| 40 DNF  | GT     | 83 | Seikel Motorsport                       | Anthony Burgess David Shep Andrew Bagnall                 | Porsche 911 GT3-RS                      | Y     | 134    |
| 40 DNF  | GT     | 83 | Seikel Motorsport                       | Anthony Burgess David Shep Andrew Bagnall                 | Porsche 3.6L Flat-6                     | Y     | 134    |
| 41 DNF  | LMP675 | 27 | Intersport Racing                       | Jon Field Duncan Dayton Rick Sutherland                   | MG-Lola EX257                           | G     | 107    |
| 41 DNF  | LMP675 | 27 | Intersport Racing                       | Jon Field Duncan Dayton Rick Sutherland                   | MG (AER) XP20 2.0L Turbo I4             | G     | 107    |
| 42 DNF  | GT     | 92 | Dewalt Racesports Salisbury             | Mike Jordan Michael Caine Tim Sugden                      | TVR Tuscan T400R                        | D     | 93     |
| 42 DNF  | GT     | 92 | Dewalt Racesports Salisbury             | Mike Jordan Michael Caine Tim Sugden                      | TVR Speed Six 4.0L I6                   | D     | 93     |
| 43 DNF  | GTS    | 66 | Konrad Motorsport                       | Franz Konrad Toni Seiler Walter Brun                      | Saleen S7-R                             | D     | 91     |
| 43 DNF  | GTS    | 66 | Konrad Motorsport                       | Franz Konrad Toni Seiler Walter Brun                      | Ford 7.0L V8                            | D     | 91     |
| 44 DNF  | LMP900 | 21 | Edouard Sezionale                       | Patrice Roussel Edouard Sezionale Lucas Lasserre          | Norma M2000-2                           | D     | 82     |
| 44 DNF  | LMP900 | 21 | Edouard Sezionale                       | Patrice Roussel Edouard Sezionale Lucas Lasserre          | Ford (Roush) 6.0L V8                    | D     | 82     |
| 45 DNF  | LMP675 | 31 | Courage Compétition                     | David Hallyday Philippe Alliot Carl Rosenblad             | Courage C65                             | M     | 41     |
| 45 DNF  | LMP675 | 31 | Courage Compétition                     | David Hallyday Philippe Alliot Carl Rosenblad             | JPX 3.4L V6                             | M     | 41     |
| 46 DNF  | LMP900 | 10 | Audi Sport UK Arena Motorsport          | Frank Biela Perry McCarthy Mika Salo                      | Audi R8                                 | M     | 28     |
| 46 DNF  | LMP900 | 10 | Audi Sport UK Arena Motorsport          | Frank Biela Perry McCarthy Mika Salo                      | Audi 3.6L Turbo V8                      | M     | 28     |
| 47 DNF  | LMP675 | 23 | Team Bucknum Racing                     | Jeff Bucknum Bryan Willman Chris McMurry                  | Pilbeam MP91                            | D     | 27     |
| 47 DNF  | LMP675 | 23 | Team Bucknum Racing                     | Jeff Bucknum Bryan Willman Chris McMurry                  | JPX 3.4L V6                             | D     | 27     |
| 48 DNF  | GT     | 91 | Dewalt Racesport Salisbury              | Rob Barff Richard Hay Richard Stanton                     | TVR Tuscan T400R                        | D     | 11     |
| 48 DNF  | GT     | 91 | Dewalt Racesport Salisbury              | Rob Barff Richard Hay Richard Stanton                     | TVR Speed Six 4.0L I6                   | D     | 11     |
| 49 DNF  | GTS    | 61 | Carsport America                        | Mike Hezemans Anthony Kumpen David Hart                   | Pagani Zonda GR                         | P     | 10     |
| 49 DNF  | GTS    | 61 | Carsport America                        | Mike Hezemans Anthony Kumpen David Hart                   | Mercedes-Benz AMG 6.0L V12              | P     | 10     |
| DNS     | LMP900 | 20 | Lister Racing                           | Jamie Campbell-Walter Nathan Kinch Vincent Vosse          | Lister Storm LMP                        | D     | -      |
| DNS     | LMP900 | 20 | Lister Racing                           | Jamie Campbell-Walter Nathan Kinch Vincent Vosse          | Chevrolet LS1 6.0L V8                   | D     | -      |

Legenda :DNQ = Não largou - DNF = Abandono - NC = Não classificado - DSQ= Desqualificado